# Заварнова, Нина Фёдоровна
Нина Фёдоровна Заварнова (29 ноября 1945, Гришманово, Горьковская область — 17 марта 2020, Строчково, Нижегородская область) — передовик советского сельского хозяйства, доярка колхоза имени Куйбышева Городецкого района Горьковской области, полный кавалер ордена Трудовой Славы (1983). Депутат Верховного Совета РСФСР 11-го созыва.

## Биография
Родилась в 1945 году в деревне Гришманово в Горьковской области в крестьянской многодетной семье. Завершив обучение в семи классах школы, трудоустроилась на работу в птичник в местный колхоз имени Кирова. Через два года вышла замуж и перешла работать на ферму в деревню Наседкино в колхозе имени Куйбышева, где сначала ухаживала за телятами, а позже перешла работать дояркой.
Показатели в её группе росли из года в год. Заварнова стала передовиком производства, её рекордные 5000 килограммов молока от каждой коровы в год был лучшим результатом в районе. Со всей закреплённой группы Заварнова смогла получить более 120 тонн молока за год.
Указом Президиума Верховного Совета СССР от 14 февраля 1975 года была награждена орденом Трудовой Славы III степени.
Указом Президиума Верховного Совета СССР от 23 декабря 1976 года была награждена орденом Трудовой Славы II степени.
«За успехи, достигнутые во Всесоюзном социалистическом соревновании, проявленную трудовую доблесть в выполнении планов и принятых обязательств по увеличению производства мяса, молока и другой продукции животноводства в зимний период 1982—1983 годов» указом Президиума Верховного Совета СССР от 21 декабря 1983 года была награждена орденом Трудовой Славы I степени, став полным кавалером ордена Трудовой Славы.
В 1985 году представляла область и отрасль в качестве депутата Верховного Совета РСФСР 11-го созыва, была заместителем председателя Президиума Верховного Совета РСФСР. С 2000 года на пенсии.
Проживала в селе Строчково Городецкого района Нижегородской области.

## Награды и звания
- Орден Трудовой Славы I степени (21.12.1983);
- Орден Трудовой Славы II степени (23.12.1976);
- Орден Трудовой Славы III степени (14.02.1975);
- медали.
- Почётный гражданин Городецкого района (2002).